# Angraecum astroarche
Angraecum astroarche är en orkidéart som beskrevs av Henry Nicholas Ridley. Angraecum astroarche ingår i släktet Angraecum och familjen orkidéer.
Artens utbredningsområde är São Tomé. Inga underarter finns listade i Catalogue of Life.